# Condylostylus skufjini
Condylostylus skufjini är en tvåvingeart som beskrevs av Grichanov 1998. Condylostylus skufjini ingår i släktet Condylostylus och familjen styltflugor. Inga underarter finns listade i Catalogue of Life.